# ラブ・フォー・セール
「ラブ・フォー・セール」（英: Love for Sale）は、コール・ポーター作詞・作曲による歌。スタンダード・ナンバーの一つであり、数多くの歌手によって録音されてきた。ジャズによるアレンジも多い。
邦題としては『恋はいかが』、『恋の売り物』というのもある。

## 経緯
1930年12月8日にブロードウェイで初演されたミュージカル『ザ・ニューヨーカーズ』で使用された。『ザ・ニューヨーカーズ』は、反道徳的な登場人物とシニカルでけばけばしいナイトクラブの雰囲気を盛り込んだミュージカルであったため1930年12月末の上演直後から「悪趣味」と新聞で酷評され、劇場側はすぐに配役とシチュエーションの変更を行った。
本曲「『ラブ・フォー・セール」も娼婦の視点で売春を肯定的にあつかっており、歌詞も「愛を売っています。若くておいしそうな愛、売っています」とストレートな内容である。翌1931年には、リビー・ホルマン・オーケストラとフレッド・ウォーリング・ペンシルヴァニアンズ（オーケストラ）が、相次いで本曲のレコードをオリジナル歌詞のままでリリースした。歌詞がそのままであったため、当時のアメリカ合衆国のラジオでは放送禁止となった。放送禁止になった旨の報道も行われたことで、これらのレコードはヒット・チャートを上昇し、大きなセールスを上げた。ミュージカルの公演も同様に人気を盛り返し、最終的には1931年5月までに168回上演され、そこそこのヒットとなった。コール・ポーターにその気は無かったのであろうが、後に「炎上商法」と呼ばれる手法であったと言える。
1940年代の後半から1950年代になるとジャズ界でも盛んに演奏されるようになり、ジャズ・スタンダードともなった。本曲がインストゥルメンタルとしても多く取り上げられているのには、楽曲の構造がアドリブ向きだからという理由がある。

## 代表的なカバー
多くの女性歌手によってカバーされているが、男性歌手によるカバーも存在する。トニー・ベネットは歌詞の「I」を「She」に変更して歌っている。
本曲はもともとはミュージカルの楽曲であり、多くのミュージカル楽曲がそうであるようにヴァース（前ふり）が付いている。特にジャズでのカバーの場合、ヴァースを省略して本編（コーラス）から始めることが多い。
- エラ・フィッツジェラルド『シングス・ザ・コール・ポーター・ソング・ブック』 - 「警官の足音が響く人のいない通り。月が照らし、私は（娼婦の）商売を始める」というようなヴァースから歌われている[3]。
- チェット・ベイカー『ユー・キャント・ゴー・ホーム・アゲイン』 - 儚げに歌われることが多い本曲であるが、ベイカーは力の入ったトランペット・プレイを行っている[3]。
- マーヴィン・ゲイ『ザ・ソウルフル・ムード』 - ソウルな味付け[3]。
- キャノンボール・アダレイ『サムシン・エルス』 - 「枯葉」で知られるアルバムであるが、2曲めが本曲。「枯葉」の緊張感と対照的なリラックスした演奏[3]。
- ジュリー・ロンドン『ホワットエヴァー・ジュリー・ウォンツ』[3]